# Удегейська легенда (національний парк)
Національний парк «Удегейська легенда» (рос. Национальный парк «Удэгейская легенда») — національний парк розташований на теренах Красноармійського району Приморського краю Росії.

## Історія
Розпочали планувати створення національного парку ще на початку 1990-х років, проте офіційно національний парк був утворений 9 червня 2007з метою збереження природи західного макросхилу Сіхоте-Аліню та розвитку екологічного туризму.
Загальна площа національного парку за даними лісовпорядкування 103 744 га. У парку зареєстровано 28 археологічних пам'яток різних епох: стоянки кам'яної доби, середньовічні городища тощо.

## Назва
Спочатку парк мав називатися «Средньоуссурійський», однак за порадою директора Національного парку «Поклик тигра», була обрана звучніша і загалом привабливіша назва «Удегейська легенда». Однак, згодом це стало підґрунтям для конфліктів з місцевими громадами удегейців, які вирішили, що парк створено з метою збереження їхньої культури та повинен повністю належати їм. Цей конфлікт триває і понині. В судах та інших інстанціях різних рівнів тривають розгляди позовів, заяв і скарг.

## Географія
Національний парк «Удегейська легенда» розташований в передгірській частині західного хребта Сіхоте-Аліню . Складається з трьох частин: середня, пригирлова та нижня. Територія району розташована між двома крайовими центрами — Владивостоком і Хабаровськом. Через помилки в документах при реєстрації території, а також через судові позови, точні межі парку до цього часу не встановлені.
Адміністрація національного парку розташована в селі Рощіно за декілька кілометрів від районного центру Новопокровка Приморського краю .

## Рослинний і тваринний світ
На території парку є значні перепади висот, від 200 метрів над рівнем моря в долині річки Велика Уссурка до 1180 метрів на вершинах. Це зумовлює висотну поясність. Зростає 30 рідкісних судинних рослин, які потребують охорони: діоскорея японська, евріала страхітлива, бадан, женьшень, каліпсо бульбоподібний, мікробіота, рододендрон Форі, тис гостролистий та інші, а також 12 видів лишайників, які занесені до Червоної книги. Ліси національного парку мають високу рослинну продуктивність (більше 100 ц /га), це забезпечує високий запас фітомаси.
Види під охороною (ссавці): амурський тигр, гімалайський ведмідь, куон гірський. У парку виявлено 28 видів комах занесених до Червоної книги Російської Федерації.